# Rivière Alex (rivière Blanche)
Pour les articles homonymes, voir Alex et Rivière Alex.
La rivière Alex est un affluent de la rive sud-ouest de la rivière Blanche (canton de Matane)¸ laquelle coule vers le nord-ouest jusqu'au littoral sud du golfe du Saint-Laurent (péninsule gaspésienne). La Rivière Alex" coule entièrement dans la municipalité de Saint-Ulric, dans la municipalité régionale de comté (MRC) de La Matanie, dans la région administrative du Bas-Saint-Laurent, au Québec, au Canada.

## Géographie
La Rivière Alex prend sa source d'un petit lac sans nom (longueur : 0,2 km ; altitude : 131 m) situé du côté nord du chemin du Chômage, dans la partie ouest du territoire de la municipalité de Saint-Ulric. Ce lac est situé à 3,9 km au sud-est du littoral sud-est du golfe du Saint-Laurent, à 1,7 km au nord-est de la limite du canton de MacNider, à 5,5 km au sud-est de la confluence de la rivière Tartigou et à 8,5 km au sud-ouest du centre du village de Saint-Ulric.
Dans sa partie supérieure, la rivière Alex coule généralement en zone forestière en direction nord-est. À partir de sa source, cette rivière coule sur 8,5 km répartis selon les segments suivants :
- 0,6 km vers le nord-est dans la municipalité de Saint-Ulric, jusqu'à la route Lepage ;
- 3,3 km vers le nord-est, en traversant le Lac Collin (longueur : 0,3 km ; altitude : 127 m et le Lac Roland (longueur : 0,6 km ; altitude : 115 m), jusqu'au pont du chemin du Chômage ;
- 1,0 km vers le nord-est, jusqu'à la route Beau-Lieu ;
- 3,6 km vers le nord-est, jusqu'à sa confluence[2].

La Rivière Alex se déverse sur le littoral sud-est de la rivière Blanche (canton de Matane) dans Saint-Ulric. Cette confluence est située à 2,4 km au sud-est du littoral sud-est du golfe du Saint-Laurent et à 0,6 km au sud-est du pont couvert enjambant la rivière Blanche (canton de Matane).

## Toponymie
Le toponyme Rivière Alex a été officialisé le 11 avril 1985 à la Commission de toponymie du Québec.